# NPAPI
NPAPI (Netscape Plugin Application Programming Interface) – API umożliwiające  tworzenie wtyczek do przeglądarek internetowych. Daje ono możliwość tworzenia wtyczek obsługujących różne typy obiektów osadzonych na stronie internetowej.
Pierwsza wersja została wprowadzona w Netscape Navigator a później w innych przeglądarkach, takich jak: Mozilla Application Suite, Mozilla Firefox, Google Chrome, Opera oraz Safari.
W 2013 roku przedsiębiorstwo Google ogłosiło, iż pod koniec 2014 będzie wycofywać obsługę NPAPI ze swoich przeglądarek: Google Chrome i Chromium.
Pod koniec 2015 roku Mozilla ogłosiła, że również zamierza porzucić wsparcie dla wszystkich wtyczek NPAPI z wyjątkiem Flash Playera. Wraz z wydaniem 7 marca 2017 roku Firefoksa w wersji 52.0, zdecydowana większość wtyczek NPAPI nie jest już przez niego obsługiwana.
W Safari 12 wydanym 24 września 2018, Apple porzuciło wsparcie dla wszystkich wtyczek NPAPI z wyjątkiem Flash Playera.